# 킴벌 머스크
킴벌 머스크(영어: Kimbal Musk, 1972년 9월 20일 ~ )는 남아프리카 공화국의 레스토랑 경영자, 요리사, 기업가이다. 그는 콜로라도, 시카고, 인디애나폴리스에 위치한 식당 기업인 더 키친 레스토랑 그룹(The Kitchen Restaurant Group)을 소유하고 있다. 그는 미국 전역의 학교 운동장에 "Learning Gardens"이라고 불리는 수백 개의 야외 교실을 건설한 빅 그린의 공동 창립자이자 회장이다. 또한 그는 뉴욕 브루클린에 있는 도시 농업 회사인 스퀘어 루츠(Square Roots)의 공동 설립자이자 회장으로, 수경법, 실내, 기후 조절 선적 컨테이너에서 식품을 재배한다. 머스크는 현재 테슬라와 스페이스X의 이사회에 소속되어 있다. 그는 2013년부터 2019년까지 치폴레 멕시칸 그릴 이사회에 소속되어 있었다. 일론 머스크의 남동생으로, 테슬라의 주요 주주이다.